# Ivan Lavrentjevič Polj
Ivan Lavrentjevič Polj (rusko Иван Лаврентьевич Поль), ruski general, * 1768, † 1840.
Bil je eden izmed pomembnejših generalov, ki so se borili med Napoleonovo invazijo na Rusijo; posledično je bil njegov portret dodan v Vojaško galerijo Zimskega dvorca.

## Življenje
13. februarja 1781 je vstopil v Preobraženski polk. Ker se ni mogel pridružiti gardistom, se je 1. januarja 1783 pridružil Keksgolskemu pehotnemu polku. Čez tri leta je bil kot podporočnik premeščen v Kijevski grenadirski polk. 
Leta 1791 je bil kot stotnik premeščen v Tavriški grenadirski polk in leta 1794 v Severski karabinjerski polk; s slednjim polkom se je udeležil zatrtja poljske vstaje, za kar je bil povišan v podmajorja. 
15. oktobra 1800 je bil povišan v polkovnika in jeseni 1805 je bil premeščen v Novorosiski dragonski polk; z njim se je udeležil vojne proti Francozom 1806-07. 13. septembra 1807 je postal polkovni poveljnik in 5. novembra 1808 je bil imenovan za poveljnika Kargopolskega dragonskega polka. 
S tem polkom se je udeležil patriotske vojne leta 1812; za zasluge je bil 18. julija 1813 povišan v generalmajorja.
Po vojni je postal poveljnik 1. brigade 1. dragonske divizije in 4. januarja 1817 poveljnik 2. brigade 4. dragonske divizije. 
Upokojil se je 29. oktobra 1821.